# Томас Схорел
Томас Схорел (нід. Thomas Schoorel; нар. 8 квітня 1989) — колишній нідерландський тенісист.
Найвищу одиночну позицію світового рейтингу — 94 місце досяг 4 липня 2011, парну — 299 місце — 30 серпня 2010 року.
Найвищим досягненням на турнірах Великого шолома було 2 коло в одиночному розряді. Завершив кар'єру 2015 року.

## Фінали ATP Челленджер і ITF Ф'ючерс

### Одиночний розряд: 19 (10–9)
| Легенда              |
| -------------------- |
| ATP Челленджер (2–4) |
| ITF Ф'ючерс (8–5)    |

| Фінали за покриттям |
| ------------------- |
| Тверде (0–3)        |
| Ґрунт (9–5)         |
| Трава (0–0)         |
| Килим (1–1)         |

| Результат | В-П  | Дата     | Турнір                      | Рівень     | Покриття | Суперник              | Рахунок                      |
| --------- | ---- | -------- | --------------------------- | ---------- | -------- | --------------------- | ---------------------------- |
| Перемога  | 1–0  | Чер 2009 | Нідерланди F1, Апелдорн     | Ф'ючерс    | Ґрунт    | Венсан Мійо           | 7–5, 4–6, 7–5                |
| Перемога  | 2–0  | Лип 2009 | Німеччина F10, Ашаффенбург  | Ф'ючерс    | Ґрунт    | Кристиян Месарош      | 6–2, 6–0                     |
| Поразка   | 2–1  | Вер 2009 | Іспанія F32, Мадрид         | Ф'ючерс    | Тверде   | Роберто Баутіста Аґут | 4–6, 3–6                     |
| Поразка   | 2–2  | Лют 2010 | Німеччина F4, Нуслох        | Ф'ючерс    | Килим    | Нільс Десайн          | 7–6(7–2), 6–7(3–7), 6–7(6–8) |
| Поразка   | 2–3  | Бер 2010 | Португалія F3, Албуфейра    | Ф'ючерс    | Тверде   | Бенуа Пер             | 6–7(5–7), 4–6                |
| Перемога  | 3–3  | Кві 2010 | Італія F4, Верчеллі         | Ф'ючерс    | Ґрунт    | Мартін Фішер          | 6–4, 6–3                     |
| Перемога  | 4–3  | Чер 2010 | Нідерланди F3, Роттердам    | Ф'ючерс    | Ґрунт    | Йоганнес Аґер         | 6–3, 4–6, 6–4                |
| Перемога  | 5–3  | Лип 2010 | Нідерланди F4, Бреда        | Ф'ючерс    | Ґрунт    | Єссе Гута Ґалунґ      | 6–2, 7–6(7–5)                |
| Поразка   | 5–4  | Лип 2010 | Схевенінген, Нідерланди     | Челленджер | Ґрунт    | Деніс Ґремельмайр     | 5–7, 4–6                     |
| Поразка   | 5–5  | Вер 2010 | Алфен, Нідерланди           | Челленджер | Ґрунт    | Єссе Гута Ґалунґ      | 7–6(7–4), 4–6, 4–6           |
| Перемога  | 6–5  | Кві 2011 | Рим, Італія                 | Челленджер | Ґрунт    | Мартін Кліжан         | 7–5, 1–6, 6–3                |
| Перемога  | 7–5  | Кві 2011 | Неаполь, Італія             | Челленджер | Ґрунт    | Філіппо Воландрі      | 6–2, 7–6(7–4)                |
| Поразка   | 7–6  | Лип 2011 | Дортмунд, Німеччина         | Челленджер | Ґрунт    | Леонардо Маєр         | 3–6, 2–6                     |
| Перемога  | 8–6  | Чер 2013 | Нідерланди F3, Бреда        | Ф'ючерс    | Ґрунт    | Матве Мідделкоп       | 6–4, 6–4                     |
| Перемога  | 9–6  | Лип 2013 | Нідерланди F4, Мідделбург   | Ф'ючерс    | Ґрунт    | Нільс Десайн          | 6–3, 6–4                     |
| Поразка   | 9–7  | Сер 2013 | Нідерланди F5, Енсхеде      | Ф'ючерс    | Ґрунт    | Стів Дарсіс           | 6–7(2–7), 1–6                |
| Поразка   | 9–8  | Вер 2013 | Алфен, Нідерланди           | Челленджер | Ґрунт    | Даніель Хімено-Травер | 2–6, 4–6                     |
| Перемога  | 10–8 | Лют 2014 | Німеччина F4, Нуслох        | Ф'ючерс    | Килим    | Ян Мертл              | 6–4, 6–7(5–7), 6–4           |
| Поразка   | 10–9 | Бер 2014 | Велика Британія F7, Престон | Ф'ючерс    | Тверде   | Антал ван дер Дейм    | 6–7(1–7), 2–6                |

### Парний розряд: 8 (4–4)
| Легенда              |
| -------------------- |
| ATP Челленджер (1–1) |
| ITF Ф'ючерс (3–3)    |

| Фінали за покриттям |
| ------------------- |
| Тверде (1–1)        |
| Ґрунт (3–2)         |
| Трава (0–0)         |
| Килим (0–1)         |

| Результат | В-П | Дата     | Турнір                    | Рівень     | Покриття | Партнер            | Суперники                               | Рахунок               |
| --------- | --- | -------- | ------------------------- | ---------- | -------- | ------------------ | --------------------------------------- | --------------------- |
| Поразка   | 0–1 | Чер 2008 | Нідерланди F1, Апелдорн   | Ф'ючерс    | Ґрунт    | Рой Брюґґелінґ     | Стефан Франсен Романо Франтзен          | 6–7(3–7), 6–4, [7–10] |
| Поразка   | 0–2 | Кві 2009 | Туреччина F5, Анталія     | Ф'ючерс    | Тверде   | Антал ван дер Дейм | Мартін Педерсен Себастьян Рішик         | 5–7, 3–6              |
| Поразка   | 0–3 | Лип 2009 | Схевенінген, Нідерланди   | Челленджер | Ґрунт    | Нік ван дер Мер    | Лукас Арнольд Кер Максімо Гонсалес      | 5–7, 2–6              |
| Перемога  | 1–3 | Вер 2009 | Іспанія F32, Мадрид       | Ф'ючерс    | Тверде   | Романо Франтзен    | Давід Канудас-Фернандес Комлаві Логло   | 6–4, 6–4              |
| Перемога  | 2–3 | Лип 2010 | Нідерланди F4, Бреда      | Ф'ючерс    | Ґрунт    | Матве Мідделкоп    | Олександр Агафонов Марсель Фельдер      | 4–6, 6–3, [10–6]      |
| Перемога  | 3–3 | Сер 2010 | Манербіо, Італія          | Челленджер | Ґрунт    | Робін Гаасе        | Габріель Трухільйо-Солер Дієго Хункейра | 6–4, 6–4              |
| Перемога  | 4–3 | Лип 2013 | Нідерланди F4, Мідделбург | Ф'ючерс    | Ґрунт    | Романо Франтзен    | Веслі Колгоф Стефан Франсен             | 6–4, 1–6, [10–8]      |
| Поразка   | 4–4 | Лют 2014 | Німеччина F4, Нуслох      | Ф'ючерс    | Килим    | Романо Франтзен    | Роман Єбави Марек Міхалічка             | 6–7(6–8), 5–7         |